# Urodasys mirabilis
Urodasys mirabilis is een buikharige uit de familie Macrodasyidae. Het dier komt uit het geslacht Urodasys. Urodasys mirabilis werd in 1926 voor het eerst wetenschappelijk beschreven door Remane. 